# Pseudocaryopteris
Pseudocaryopteris, biljni rod od dvije ili tri vrste grmova iz porodice usnača smješten u tribus Caryopterideae, dio potporodice Ajugoideae. Rod je reaširen po tropskoj Aziji i južnoj Kini
Kew vrstu Pseudocaryopteris paniculata tretira kao sinonim za Pseudocaryopteris foetida. Rod je opisan u Syst. Bot. 23(3): 380 (1998 publ. 1999).

## Vrste
1. Pseudocaryopteris bicolor (Roxb. ex Hardw.) P.D.Cantino
2. Pseudocaryopteris foetida (D.Don) P.D.Cantino
3. Pseudocaryopteris paniculata (C.B.Clarke) P.D.Cantino

## Sinonimi
- Caryopteris sect.Pseudocaryopteris Briq.